# Klein Woltersdorf (Barnekow)
Klein Woltersdorf ist ein Ortsteil der Gemeinde Barnekow im Landkreis Nordwestmecklenburg in Mecklenburg-Vorpommern. 

## Geografie und Verkehrsanbindung
Klein Woltersdorf liegt nordöstlich des Kernortes Barnekow. Unweit östlich verläuft die B 106, westlich die B 105, südlich die Landesstraße L 012 und die A 20. Am südlichen Ortsrand fließt die Köppernitz.